# Кабальеро, Педро Хуан
Педро Хуан Кабальеро Гарсия (исп. Pedro Juan Caballero García, 29 июня 1786 — 13 июля 1821) — деятель борьбы Парагвая за независимость. Он родился в городе Тобати, расположенном в районе под названием департамент Кордильера, Парагвай. Хотя он был на 6 лет моложе, чем Фульхенсио Йегрос, и на 20 лет моложе, чем Хосе Гаспар Родригес де Франсия, сыграл значительную роль в подготовке и проведении революции, приведшей к независимости, она произошла рано утром 15 мая 1811. Он был вовлечён в заговор 1820 года и покончил жизнь самоубийством в своей камере 13 июля 1821 года. Парагвайский город Педро-Хуан-Кабальеро назван в его честь.

## Участие в военных действиях
Он участвовал в сражениях при Такуари и Парагуари против Бельграно. 19 января 1811 года борьба велась в Парагуари, она окончилась триумфом для Парагвая благодаря чудесам тактики в исполнении парагвайского лидера, это заставило отступить Бельграно и его людей на юг.
9 марта 1811 года на берегу реки Такуари Бельграно ждало подкрепление из Буэнос-Айреса, случилась ещё одна битва (битва при Такуари). Бельграно капитулировал благодаря военному мастерству главы армии Парагвая.

## Переворот
В ночь на 14 мая патриоты из Асунсьона под командованием капитана Педро Хуана Кабальеро после отбоя пробрались в помещение, расположенное на площади, когда младший лейтенант Хосе Маурисио Троче был на дежурстве, на помощь ему в любую минуту мог прийти отряд из 34 солдат из Куругуати, как сторонник революции он передал их охране.
Так начиналась революция, политические заключённые были освобождены, оружие подготовлено, меры безопасности приняты и войска отправились в город, чтобы установить власть Фульхенсио Йергоса и Мануэля Атанасио Кабаньяса в Асунсьоне.
Колокола соборов звенели по всему городу бежали, слышался крик и шум на площади. Некоторые люди, близкие к губернатору Бернардо де Веласко, пытались сопротивляться, но без успеха.
В полночь, Висенте Игнасио Итурбе пришёл к резиденции губернатора Веласко, исполняя приказ Педро Хуана Кабальеро, его подчинённые заявили о своих требованиях, которые можно передать следующим образом: «Сдать площадь, всё оружие и ключи от помещений»; «Губернатора Веласко оставить в правительстве, но подключить к нему двух представителей, назначенных народным ополчением».

## Ультиматум губернатору Бернардо де Веласко
Губернатор Бернардо де Веласко не принял условия, выдвинутые революционерами, войска вышли на площадь и выставили восемь пушек перед домом правительства, Висенте Игнасио Итурбе вынес новый ультиматум, установив короткий срок для ответа. Губернатор Веласко был против любого кровопролития и подошел к двери, чтобы сказать: «Если это происходит потому, что я у власти, я передаю её революционерам.» После решения губернатора Веласко люди почувствовали великую радость. Флаг под звуки канонады был поднят флаг Парагвая.

## Триумфальная революция
Встречу конгресса на 17 июня назначил Кабальеро в качестве члена Первого правительства (хунты), состоящей из следующих людей: Фульхенсио Йергос как президент, Хосе Гаспар Родригес де Франcия, Педро Хуан Кабальеро, Франсиско Хавьер Богарин и Фернандо де ла Мора. Кроме того, собрание в октябре 1813 года назначило его президентом, хотя он больше хотел стать консулом Парагвая, наконец, должность президента заняли Хосе Гаспар Родригес де Франсия и Фульхенсио Йегрос.
Он был, как и Хуан Гамарра, одним из самых ярых оппонентов Франсии, это оказывало давление и на Йегроса, поэтому заговорили об отстранении Кабальеро от политической деятельности.

## Парагвайское государство
В ночь на 15 мая 1811 года, родилось Парагвайское государство, когда Бернардо де Веласко передал власть Педро Хуану Кабальеро, который получил её от имени народа. Группа патриотов, которые подготовили революционное движение, получили известие о том, что губернатор Веласко, боясь заговора, ожидал помощи от португальских войск; они решили изменить дату переворота, проведя его раньше, чем первоначально планировалось, по совету Франсии, не дожидаясь прихода войск Йегроса Фульхенсио.

## Договор 12 октября
12 октября 1811 года был подписан договор, который постановил, что Буэнос-Айрес признал независимость Парагвая, также была подписана договорённость провинций о взаимной помощи в случае войны.

## Совет
Достижения в рамках своего административного совета, который был сформирован Фульхенсио Йегросом, Педро Кабальеро и Хуана Фернандо де ла Мора начались с ряда экономических и культурных реформ, таких как:
- В январе 1812 года была создана Военная академия.
- Профессорство математики и Отечественное литературное сообщество, организации, которые были созданы именно в то время, были введены в систему государственного образования.
- Был открыт семинар и были куплены книги из Буэнос-Айреса, чтобы создать публичную библиотеку.
- В Реальной Коллегии Семинарии де-Сан-Карлос постановили увеличить оплату учителям, а также учреждено бесплатное и обязательное образование.
- В начальных школах были прописаны советы и указание для преподавателей, запрещающие телесные наказания.
- В экономической сфере, сельском хозяйстве, торговле, навигации был повышен уровень организации.
- В юридической сфере было постановлено, что все иски должны подаваться в местный Совет, а не в суды Буэнос-Айреса, это требование направляло все гражданские и уголовные дела в Парагвайский совет. Триумвират Буэнос-Айреса согласился с данной резолюцией.

## Пасха 1820 года
Заговор против диктатора было запланировано провести в последние дни Страстной недели 1820 года. Франсия знал об этом, поэтому во вторник (предполагалось подготовить заговор через двух рабов, хозяином которых был мастер изготовления пороха) указанной недели начались аресты. На самом деле все герои Независимости оказались в тюрьме, даже те, кто добровольно отказался от любой политической деятельности, такие, как Фульхенсио Йегрос. Франсия был неумолим. Некоторые заключенные (64 за десять дней) были расстреляны, начался период преследований и репрессий, называемый некоторыми людьми «террор». Исторически сложилось так, что эта диктатура не имела оппозиции. Педро Хуан Кабальеро был захвачен в плен и покончил жизнь самоубийством в своей камере 13 июля 1821 года.